# Apesiá
Apesiá (grec moderne : Απεσιά) est un village chypriote située dans le district de Limassol et comptant plus de 474 habitants.